# 愛狗人士
愛狗人士，熱愛狗的族群。相對的，也有“愛貓人士”等稱呼。

## 概要
隨著世界各地動物保護意識抬頭，飼養犬隻的人愈來愈多，狗在人類社會中的地位也慢慢提升。愛狗人士一詞最初專指熱愛狗的族群，後來由於流浪狗和狗肉相關的爭議逐漸被提出討論，新聞媒體以及網路漸漸將其設定為熱愛流浪犬、家中有飼養家犬、不願意看到狗遭受人道毀滅或反對食用狗肉之族群。而在社會上，由於曾有人會對狗而做出某些具爭議性或違法行為而引起社會關注，因此「愛狗人士」一詞也常帶有諷刺之意味。在中國大陸也有「狗粉」之說法。不過，由於不同國家或地區有不同的法律體系、風俗民情、宗教信仰或社會共識，因此愛狗人士的某些主張或行徑是否具有合理性或道德性並不存在絕對之評斷標準。

## 實際行動
- 以政治正確為前提，為了避免「野」這個字令人聯想「野獸」、「撒野」，同時加強人類棄狗逼迫其流浪之論點[來源請求]，宣導以「流浪狗」、「浪狗」詞彙取代過去所謂的「野狗」。近年來，西方國家以及兩岸三地有開始更進一步擬人化稱呼其為「毛孩子」[8][9][10][11]的趨勢。
- 2010年，澎湖縣地方政府為減少縣內流浪犬數量而推出一項政策，協助捕捉流浪狗的人，可以「論件計酬，秤斤換錢」，5公斤以上的狗，一隻400元，5公斤以下，一隻200元；不過此舉讓愛狗人士完全無法接受，批評狗遭到物化[12]。
- 部份人士主張台灣應仿效德國，把動物保護納入中華民國憲法當中，保障動物應有的動物權[13]，而不是目前民法 (中華民國)中把狗定義為物品或財產。
- 提倡狗應該擁有大眾運輸之搭乘權。現今，台灣大眾運輸僅開放以運輸籠攜帶中小型犬，而導盲犬等則不在此限。
- 推動2001年1月2日立法院三讀通過之動物保護法部份條文修正案，於第二十二條第二項增訂「寵物不得因肉用、皮毛等經濟用途而宰殺」，宣示禁殺寵物，明訂寵物不得因肉用及使用皮毛等目的被宰殺，販賣狗肉也被視為非法。另，2017年4月11日立法院三讀通過《動物保護法》修正草案，對於吃貓肉、吃狗肉或其內臟等，違法者將處新台幣5萬元至25萬元以下罰鍰[14]。因此，目前在台灣食用狗肉已屬違法行為。
- 倡導以各國動物保護團體普遍採用之「捕捉、絕育、打疫苗、回置」處理台灣流浪犬過多之問題。愛狗人士及動保團體指出，將流浪狗給予絕育後釋放具有降低流浪狗數量之成效。而目前台灣各地處理流浪動物業務的主管機關正面臨著人力、經費不足的問題，要短時間內完全解決流浪狗過多的問題是不可能的。因此必須搭配「捕捉、絕育、打疫苗、回置」及落實飼主責任等手段才能做好流浪動物之源頭控管[15]。此種政策相對於只執行「捕捉、收容、安樂死」政策而言更為有效率。
- 在媒體以及BBS、部落格、微網誌等網路討論區上公開反對公立收容所的「捕捉、收容、安樂死」政策。由於過去大部份台灣公立流浪動物收容人力短缺、經費不足及管理不善等問題[16]，加上沒有積極投入資源做好流浪狗的源頭管理，導致收容所內長年狗滿為患，不時傳出因過度擁擠而發生狗咬狗[17]或爆發傳染病導致犬隻大量死亡之情況。另外，政府雖宣稱無人認領之犬隻最終會以安樂死或人道毀滅方式處理，但實際執行過程卻不一定合乎人道原則，流浪狗大多是在極度驚嚇當中被終結生命[18]。因此，台灣的安樂死常被動物保護團體以撲殺形容之[19][20][21]。
- 在過去，由於捕獸鋏的濫用，已造成多宗野生動物[22]及流浪貓狗肢體殘缺及傷亡[23][24]之事發生。因此，《動物保護法》的第十四之一、十四之二條明訂，非經中央主管機關許可，任何人不得製造、販賣、陳列或輸出入獸鋏，違者處新臺幣一萬五千元以上七萬五千元以下罰鍰。而經裁罰處分送達之日起，五年內故意再次違反前項第一款至第八款規定之一者，處二年以下有期徒刑[25]。另外，捕獸鋏的使用也有損害共公安全的疑慮[26][27]。因此，無論使用目的為何[28]，捕獸鋏是法律管制的物品，動物保護團體或愛狗人士皆反對捕獸鋏的使用。
- 根據《動物保護法》第四章之一第二十二條第一項明訂，任何人不得販賣特定寵物。但申請經直轄市、縣（市）主管機關許可，並依法領得營業證照之業者，得經營特定寵物之繁殖、買賣或寄養；許可期間，以三年為限。若違反第二十二條第一項規定，未經直轄市或縣（市）主管機關許可，擅自經營特定寵物之繁殖場、買賣或寄養業者，處新臺幣十萬元以上三百萬元以下罰鍰，並令其停止營業；拒不停止營業者，按次處罰之。在台灣，雖然有《動物保護法》規管，但仍然有眾多不法份子非法經營犬隻繁殖場[29][30]，而且環境惡劣。愛狗人士及動物保護團體堅決反對非法且透過不人道之方式經營的犬隻繁殖場。
- 在台灣，街頭餵食流浪狗之行為本身並不觸犯法律。但是，若因放置食物造成環境髒亂，執法單位可依《廢棄物清理法》第二十七條第九款規定之「飼養禽、畜有礙附近環境衛生」，最高開罰6000元罰鍰[31][32]。除此之外，不當餵食也可能因為環境衛生受影響而引起當地居民困擾、抗議甚致引發衝突。為了改善餵食人與社會的關係，避免在街頭餵食人士觸犯法律，政府近年開始宣導「乾淨餵食」之概念。例如，新北市動保處除了開設「餵養照護講習」外，也擬定「流浪毛寶貝心食器時代」政策，將提供上過講習、已將餵養動物造冊的餵養人食盆，徹底實施乾淨餵食，希望藉著餵養人的主動改變，改善社會氛圍[33]。
- 過去二十年，每年約有十萬隻流浪動物被捕捉到公立收容，在政府實施零撲殺政策前，幾乎大部份的流浪動物都因為撲殺或感染疾病而死亡，情況多年來一直沒有得到改善[34]，顯示「捕捉、收容、安樂死」的政策是無法有效解決流浪動物數量過多的問題，原因在於政府沒有真正落實源頭管理。例如台灣雖然早在1997年實施寵物晶片植入制度，但是到2017年為止晶片植入率卻不到一半。另外，政府在過去對於流浪犬並沒有提出完善的絕育政策，雖然捕捉流浪犬可減少其數量，但只要沒有全數捕捉，既存的流浪犬將會繼續繁殖，填補被移除的數量，導致流浪犬一直抓不完、問題一直沒有被解決的情況發生。在目前，台灣的公立收容所容量有限，要把所有流浪犬全數捕捉是不可能的[34]，因此只能搭配「捕捉、絕育、打疫苗、回置」控制流浪犬的繁殖速度、植入晶片落實防止飼主惡意棄養。但是，過去政府在以上兩種配套措施的積極執行上皆有疑慮[21][35]，這也是導致愛狗人士或動物保護團體長年抨擊政府流浪犬政策的原因。
- 根據監視錄影器的畫面，串連人肉搜索，追緝開車撞狗後不顧而去之人[36]。
- 反對拍攝以狗作為主角、訴求其忠心可愛的電影，尤其是以日本為最。認為這會帶動狗購買潮以及棄養潮[來源請求]。
- 有愛狗人士以抗議、強制阻止甚至做出違反當地法律之行為等方式對待正常的清理無證狗及瘋狗等事件，因此也常常引發眾多具社會爭議性的事件發生，這些人也常被社會大眾視為問題人物。例如，阻止销售狗肉的行为，在媒体或者网络论坛上发文以期通过舆论引导公众，以缺乏检验检疫证明等理由向政府举报贩狗者，或者前往提供狗肉的餐厅进行抗议，甚至亲自上路拦截运输狗的车辆并与车主对峙并要求其释放被关在笼子里的狗。[37]

## 口號
- 「狗是人類最忠實的朋友」來源不詳，但常被用來反對食用狗肉立論。
- 「以領養代替購買，以結紮代替撲殺」近年風行，為關心收容所內野狗，反對人道毀滅以及反對非法繁殖場之愛狗人士提倡[38]。
- 「一個國家的偉大以及道德水準，可以從他們如何對待動物看出。」此句為甘地言論，語出自素食主義者的道德基礎[39]。甘地用意在宣導素食、反對動物解剖及提倡動物權。

## 霸凌
愛狗人士宣稱自己為孤軍奮戰之少數，不受民意理解。不過也有人認為，愛狗人士間彼此透過網路以及情感形成緊密關係，實際號召群眾以及網路串連容易，也較易有偏向其立場之新聞、研究數據和論文，甚至是通識課程講義。。而立場相對者卻沒有，明顯造成不對等局勢的霸凌以及网上欺凌。

## 對愛狗人士之批評
- 以愛護動物之名修改法律，卻有將狗之地位置於其他動物之上之嫌疑。禁止人類食用狗肉，卻放任狗獵殺其他動物[44][45]。
- 阻止捕捉野狗，卻未提出對當地居民有利的方案。
- 將捕捉、絕育、釋放成效過分高估，尤其是狗被去勢後的攻擊力[46]。
- 於校園中未經師生同意私自設置「校狗」[47]，卻無法防止其攻擊人類，也無法肩負責任[48]。另外也有直接譴責媒體報導不實卸責過早嫌疑之聲明[49]。
- 過於理想，未考慮實際情況將狗權無限上綱[50]。
- 有些台灣愛狗人士購買海豹油補充營養，預防家犬之心血管以及其他遺傳疾病。此舉遭受其他動物保育人士以及國際人道協會抗議，要求中華民國政府禁止進口加拿大海豹油（台灣為第四大海豹油進口地），並呼籲愛狗人士停止購買[51]。
- 以愛護動物的名義妨礙市民正常生活及公務的執行[52]。
- 部分人士認為愛狗人士餵食流浪狗，產生的衛生與安全問題，卻自己又不收養是不負責任的態度。
- 有媒体评论认为爱狗人士前往饭店抗议、上路拦截运狗车辆等行为影响了正常的生产经营环境和道路交通安全，也涉嫌违反了法律。[53]

### 認定標準的爭議
- 部分愛貓狗人士偏愛貓狗，要求以立法的方式以國家法律懲罰食用或虐待貓狗的人類，但卻未全面反對食用和屠宰牛羊雞豬等家禽家畜，貓狗與家禽家畜同為非人類之動物，亦有人類將迷你豬或爬蟲類等其他動物視為寵物，究竟是寵物還是食物，有必要給予貓狗近似人類的權力，寵物與家禽家畜的認定標準，不同文化傳統與不同的個人的觀點往往有不同的解讀和沒有一致性標準，同為動物的貓狗待遇卻特別不同，部分人士認為愛貓狗人士以個別偏好與私心透過法律強行要求對貓狗看法不同者遵守愛貓狗人士者的價值觀，是一種個人主義的擴張現象。

禁食貓狗已是全球趨勢，貓狗已被視為同伴動物，而也有部分人士認為，若飼養寵物豬的民眾期望禁止食用豬肉，可以試著讓大眾認同，再將豬提升至同伴動物的地位。

## 衝突
由於流浪狗和食用狗肉本身就極具爭議，加上部分流浪狗有攻擊人類導致受傷的多起真實案例，愛狗人士中偏激派認為其責任在於全體人類，和一般的認知不同。這導致當地愛狗人士常常和受影響居民觀念上不同而起爭執。
- 台灣台南市由郭清華議員提案、市議會通過，對野狗採用捕捉、絕育、釋放。造成安平區、安南區兩地至少兩三百隻野狗聚集[55]。安平區漁光里更有野狗咬死附近家畜，追逐過往人車。居民因生命財產安全遭受危害而害怕，故通知動物防疫所捉狗。並準備寫有「愛狗人士有愛心無良心」、「漁光里民生命財產沒有保障」、以及「漁光里不是動物園」等字樣的白布條抗議，希望馬上採取行動。在四月一日當天被愛狗人士出面阻擋，雙方爆發激烈口角衝突。
- 台灣澎湖縣農漁局發放公文，呼籲縣民配合犬隻去勢，以及請離島居民將野狗移至收容所[56]。部分愛狗人士針對其獎勵工資群情激憤，串連發動。並於Facebook上開設專頁[57]，號召串連發起拒絕至澎湖觀光行動。澎湖縣政府回應表示，「由於野狗之危害屢有所聞，本著維護民眾安全第一的理念，制訂以重量區分大狗、小狗，並非物化流浪犬，而是以公平原則計算勞務。」、「曾經有許多來澎湖旅遊的民眾反應，在離島（二級、三級離島）野外被野狗追逐致騎乘機車翻覆受傷，村長及村民也反應有野狗在夜間自野地流竄回村落覓食咬傷小孩，侵入羊舍、豬舍及雞舍，咬死民眾所飼養的畜禽。」「捕犬的方式完全依照人道捕犬作業規範規定之方法辦理，去年1月至今共送交30隻流浪犬至本縣流浪犬收容中心，顯見離島地區仍有野狗危害之疑慮，並未發生民眾為賺取此工資，而有濫捕之情形。」[58]。
- 广西壮族自治区玉林市民间每年会举办狗肉节食用大量狗肉，因此导致大量爱狗人士前往当地或者在网上进行抗议，由于部分爱狗人士的地域攻击和肢体冲突等过激行为，导致当地人以及大量网民对爱狗人士产生了反感[59]，甚至表示“我本来不吃狗肉的，他们那样骂我们玉林人，我今年偏要去过狗肉节。”[60]
- 2017年12月31日，湖南省長沙市金盆岭派出所在接獲金毛犬咬人的通報後撲殺惡犬[61]。打狗事件发后，长沙警方被愛狗人士微博聲討謾罵；隨後當地公安機關遭到騷擾衝擊，以至於人肉搜索危及當事警官的安全[62]。1月5日，湖南省駐京辦事處更被北京愛狗團體包圍。《人民日報》集團下屬的《環球時報》記者因在微博及微信曝光調查結果，同樣被上述北京愛狗團體包圍[63]；該事件發生後前述的曝光內容部分被撤下。由於《人民日报》和《环球时报》共用一個單位辦公，故其實被衝擊的是《人民日報》社。而《人民日報》是中共黨報，因此民間將愛狗人士圍攻湖南駐京辦和人民日報社視為「騎劫政府和國家機關」，甚至與法輪功衝擊中南海相提並論[64]，更有媒體指出背後有NGO在操控整起事件[65]。

## 相關
- 生態恐怖主義
- 流浪狗
- 阿柑
- 社團法人中華民國保護動物協會
- 賈鴻秋
- 捕捉、絕育、釋放
- 狗肉